# Matteo Contini
Matteo Contini (Gemonio, Provincia de Varese, Italia, 16 de abril de 1980) es un exfutbolista y entrenador italiano. Se desempeñaba de defensa y actualmente es el entrenador del A. C. Carpi, club que compite en la Serie D italiana.

## Trayectoria

### Como jugador
Contini creció en la cantera del Milan. Desde 1998 a 2003 el club rossonero lo cedió a préstamo a varios equipos de la Serie C1 (en ese entonces, tercera categoría italiana): Lumezzane, Livorno, SPAL, Monza y L'Aquila.
En la temporada 2003-04 pasó a préstamo al Avellino, equipo de Serie B entrenado por el checo Zdeněk Zeman.
La temporada siguiente llegó a la Serie A fichando por el Parma. En agosto de 2007 firmó por el Napoli, donde jugó 75 partidos, marcando un gol contra el Torino.
En enero de 2010, Contini fue cedido al Real Zaragoza, guardándose este una opción de compra de 2,5 millones. El 8 de julio se alcanzó un acuerdo definitivo entre el conjunto aragonés y el club napolitano para el traspaso del total de los derechos federativos de Contini, con un contrato que ataría al central italiano por tres temporadas.
El 8 de agosto de 2011 Contini fue cedido al Siena con una opción de compra obligatoria por parte del club italiano si mantenía la categoría en la Serie A en la temporada 2011-12, como efectivamente sucedió. En enero de 2013 fue adquirido por el Atalanta de Bérgamo, donde jugó solo tres partidos. En las temporadas siguientes el club bergamasco lo cedió al Juve Stabia, al Bari (dos veces) y al Ternana.
Se retiró al término de la temporada 2017-18 en el Pergolettese de la Serie D.

### Como entrenador
Luego de su retiro, el defensor fue nombrado entrenador de las inferiores del Pergolettese. El 6 de noviembre de 2018 aceptó el cargo de primer entrenador. Aseguró el ascenso del club a la Serie C para la temporada 2019-20.

## Clubes

### Como jugador
| Club                 | País   | Año       |
| -------------------- | ------ | --------- |
| A. C. Lumezzane      | Italia | 1999      |
| A. S. Livorno Calcio | Italia | 1999-2000 |
| S.P.A.L. Ferrara     | Italia | 2000-2001 |
| A. C. Monza Brianza  | Italia | 2001-2002 |
| L'Aquila Calcio      | Italia | 2002-2003 |
| U. S. Avellino       | Italia | 2003-2004 |
| Parma F. C.          | Italia | 2005-2007 |
| S. S. C. Napoli      | Italia | 2007-2010 |
| Real Zaragoza        | España | 2010-2011 |
| A. C. Siena          | Italia | 2011-2013 |
| Atalanta B. C.       | Italia | 2013      |
| S. S. Juve Stabia    | Italia | 2013-2014 |
| F. C. Bari 1908      | Italia | 2014-2016 |
| Ternana Calcio       | Italia | 2016-2017 |
| Carrarese Calcio     | Italia | 2017      |
| U. S. Pergolettese   | Italia | 2017-2018 |

### Como entrenador
| Club                | País   | Año       |
| ------------------- | ------ | --------- |
| U. S. Pergolettese  | Italia | 2018-2020 |
| A. S. Giana Erminio | Italia | 2021-2022 |
| A. C. Carpi         | Italia | 2022-Act. |